# Улица Дзержинского (Кострома)
Улица Дзержинского — улица в историческом центре Костромы. Проходит от улицы Нижняя Дебря до Овражной улицы.

## История

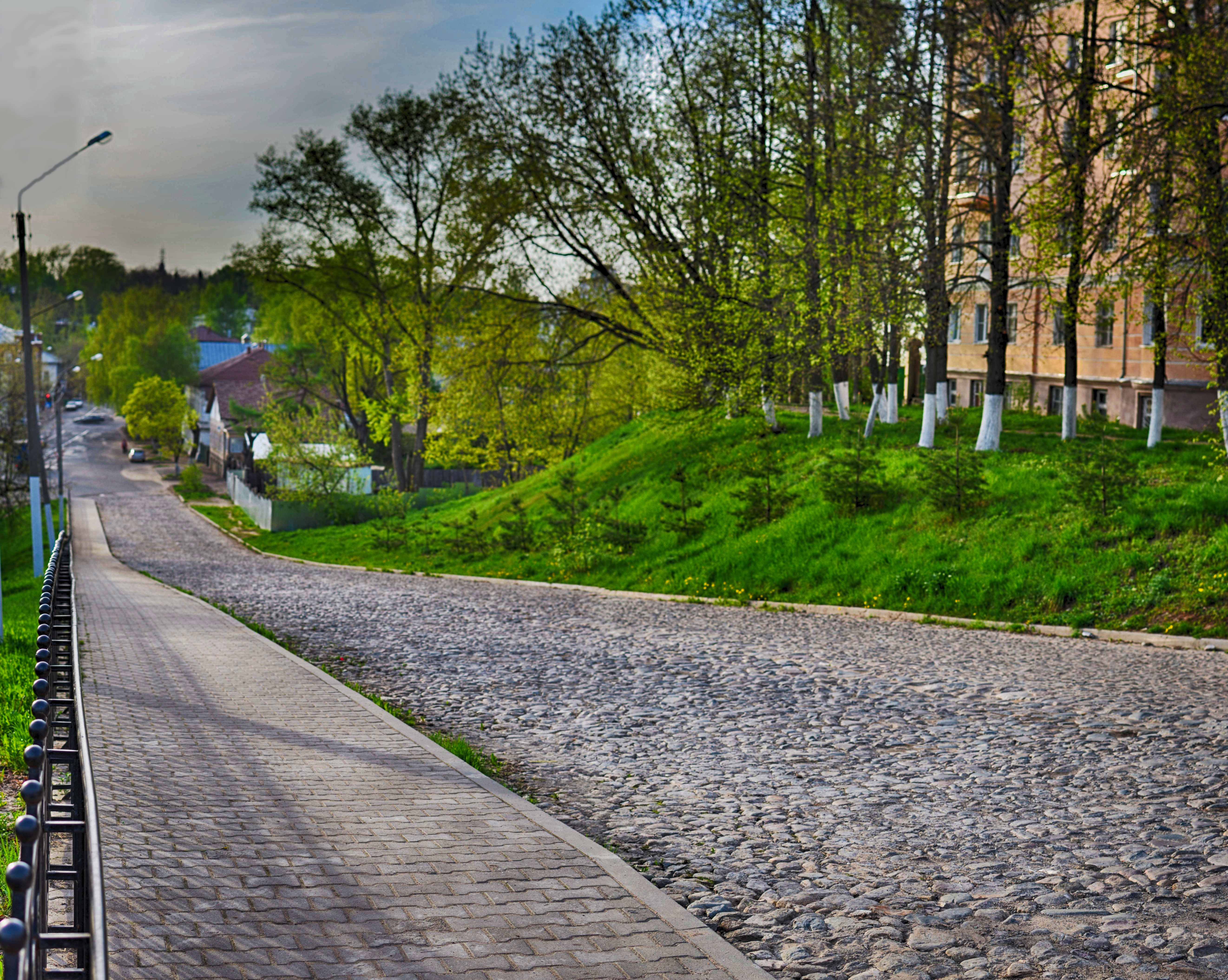

Проложена в густом бору, растущем когда-то по склону Борисоглебской горы, остатки которого были видны ещё в середине XIX века. Особенности расположения улицы определили односторонность её застройки — фасады домов обращены к Волге.
В д. 9 с 1795 года размещалось главное народное училище. В 1804 году на базе училища была открыта 4-х классная мужская гимназия, занявшая и соседнее здание. В 1824 году гимназические здания были перестроены архитектором П. И. Фурсовым. Осенью 1834 года гимназию посетил заехавший в Кострому российский император Николай I. Оценив неудобства он повелел перевести гимназию в дом губернатора, находившийся на той же улице, губернатор, после капитального ремонта, въехал в гимназические помещения.
Спуски к Волге, Всехсвятский и Борисоглебский, были благоустроены стараниями костромского губернатора Валериана Николаевича Муравьева, недолго управлявшего Костромой (1852—1853).
После Февральский революции губернаторский дом стал «Домом народа».
29 октября 1917 года в нём была провозглашена Советская власть в Костромской губернии.
В 1918 году здание занял Институт физических методов лечения во главе с врачом-экспериментатором Дмитрием Александровичем Груздевым (1877—1940).

## Достопримечательности

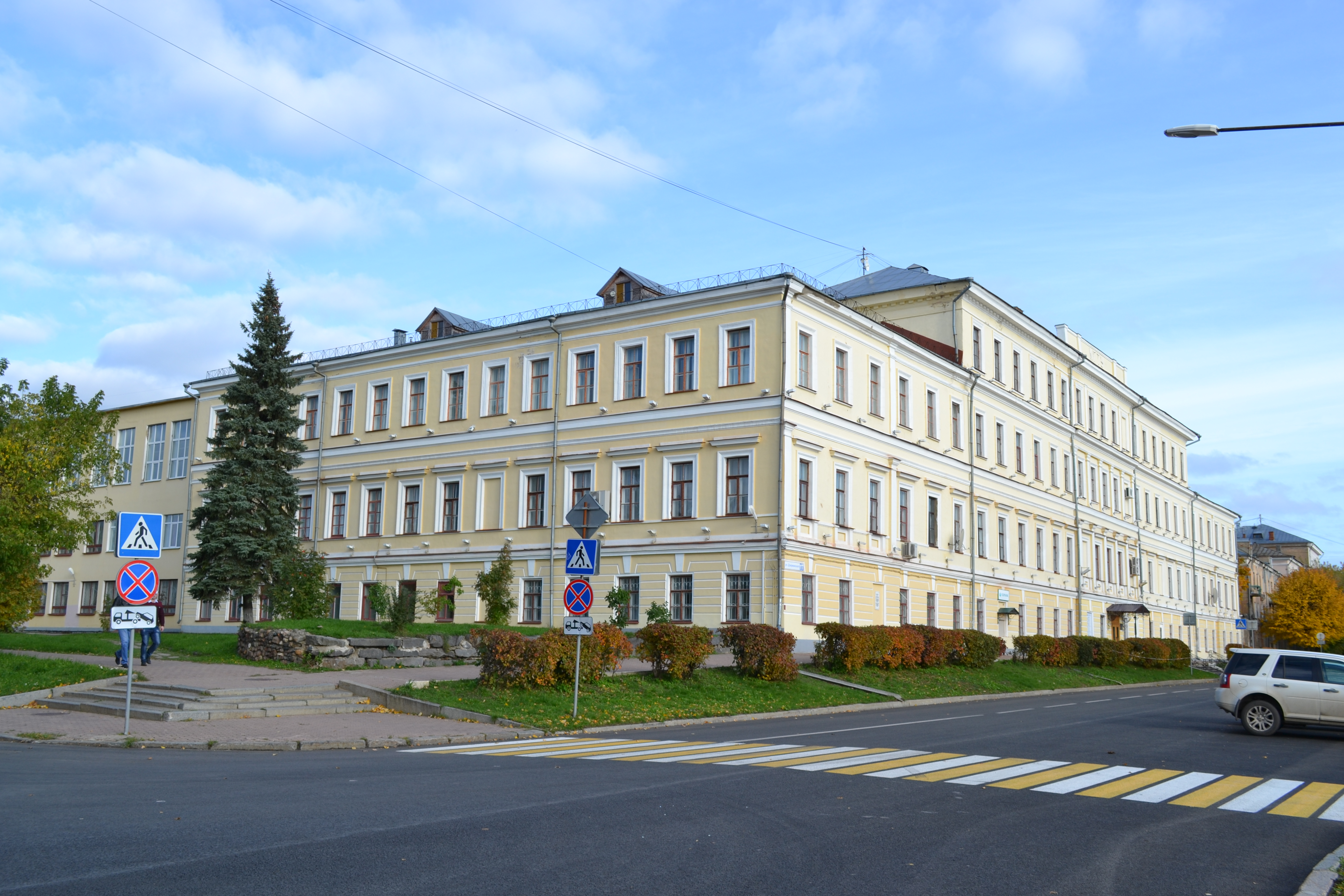
Бывшая 1-я Костромская гимназия

д. 9 — бывшая усадьба губернатора — Музей истории Костромского края
д. 17 — бывшая 1-я Костромская гимназия — Костромской государственный университет